# Генрик Чіхоскі
Генрик Чіхоскі (рум. Henryk Cichoski; *2 жовтня 1872 — †18 травня 1950, Мармарош-Сигіт) — румунський генерал, міністр оборони Румунії.

## Біографія
Народився 2 жовтня 1872 в Текучі, син учасника Польського повстання 1863, який втік до Румунії. Освіту здобув в Бухарестському інженерному і артилерійському коледжі, потім навчався у Франції.
Під час Першої світової війни Чіхоскі командував румунською 10-ю стрілецькою дивізією і відзначився в битві з австрійцями при Мерешешті. У 1917 отримав звання генерал-майора і нагороджений орденом Міхая Хороброго 3-го класу. 25 березня 1918 був удостоєний ордена святого Георгія 4-го ступеню.
Після закінчення Першої світової війни, генерал Чіхоскі представляв Румунію на мирній конференції в Парижі. У 1920-х займався адміністративним облаштуванням Бессарабії, яка відійшла Румунії після розвалу Російської імперії. З 1928 був міністром оборони Румунії. 17 березня 1930 Чіхоскі, через звинувачення в корупції, змушений вийти у відставку.
1943 підвищений до звання генерал-лейтенанта і призначений членом Національної ради оборони Королівства Румунія.
Після закінчення Другої світової війни Чіхоскі був заарештований комуністичною хунтою, яка оволоділа румунською владою. Незаконно поміщений у в'язницю Мармарош-Сигіта, де помер 18 травня 1950.